# サフラン色
サフラン色（サフランいろ）は、色のひとつでサフランの雌蕊から造られた染料で染めたときに発色する色である。

## 概要
英語のままでサフランイエロー (saffron yellow) とも呼ばれる。
サフランの雌蕊はヨーロッパでは紀元前1000年以前から黄色の染料として使用されており、サフランイエローも13世紀から使われている色名である。花に由来するヨーロッパの色名は大半が花冠の色に由来するが、サフラン色やサフランイエローは染料の色から由来する数少ない例である。
インドの国旗の黄色はサフランであり、ヒンドゥー教を表している。

## 近似色
- 黄色
- 鬱金色
- 黄土色
- カドミウムイエロー
- インディアンイエロー
- 金色